# Acanthodelta mabillii
Acanthodelta mabillii är en fjärilsart som beskrevs av Saalmüller 1879. Acanthodelta mabillii ingår i släktet Acanthodelta och familjen nattflyn. Inga underarter finns listade i Catalogue of Life.